# Piper lunulibracteatum
Piper lunulibracteatum är en pepparväxtart som beskrevs av C. Dc.. Piper lunulibracteatum ingår i släktet Piper och familjen pepparväxter. Utöver nominatformen finns också underarten P. l. villirameum.